# 五条人
五条人是一支来自中国广东省海丰县的民谣—摇滚乐队，以海丰话、草莽架势、乡土关怀而闻名。

## 简介
五条人由两个海丰人“阿茂”和“仁科”于2009年3月组建。2001年，阿茂高考失利后从海丰来到广州，以摆摊贩卖打口碟为生，并受到了国内外唱片的影响。仁科则在海丰的工艺美术班里学习绘画。2003年的春节，海丰民间组织了一次“海丰原创音乐会”，阿茂、仁科二人因都参加了演出而结识，这也使得仁科后来决定搬至广州石牌村投靠阿茂，并从事摆摊贩卖盗版书的工作，二人勉强维持生计。2007年广州政府为筹办2010年亚运会严打路边摊贩，二人转而租房开办唱片店，自此开始写歌。2009年，在数位朋友的帮助下，二人正式组建五条人，并录制了首张专辑《县城记》。
2020年，参加爱奇艺综艺节目乐队的夏天第二季，曾经两次被淘汰，后来又两次复活，最终在总决赛中取得第二名（Hot 2）。

## 乐队名称
对于“五条人”名字的来源，其成员说法不定。最常见的说法是取自杜可风执导的电影《三条人》，“条”为粤语中人数之量词*，五条人即为五个人，寓意乐队红红火火，人丁兴旺。
- “条”并不是粤语中常用的人数的量词。一般用“个”。用“条”来作为人数量词，会比较粗俗和无礼，含贬义。如“呢条友”（这个家伙），就有轻蔑或看不起感觉。

## 专辑
- 《县城记》，2009年7月11日
- 《一些风景》，2012年5月25日
- 《广东姑娘》，2015年3月9日
- 《梦幻丽莎发廊》，2016年12月12日[4]
- 《故事会》，2018年12月28日[5]
- 《一半真情流露，一半靠表演》、《活鱼逆流而上，死鱼随波逐流》，2021年8月18日
- 《地球恋曲》，2025年8月2日

## 演唱会
| 日期          | 名稱                 | 城市 | 地點            |
| ------------- | -------------------- | ---- | --------------- |
| 2023年7月22日 | 大时代歌厅广州演唱会 | 广州 | 广州体育馆      |
| 2024年5月11日 | 大时代歌厅北京演唱会 | 北京 | 华熙LIVE·五棵松 |

## 风格
五条人非科班出身，其音乐大多以平民语言讲述过去的人和事，关注于身边的情景，是社会急剧转型的记录。在这些记述中，创作者自身亦是其描写对象中的一员，五条人的对白、呐喊、谩骂容易让人想起海陆丰当地的民风。与一般民谣的“治愈系”基调不同，五条人的题材多是关于城乡文化差别，全球化与本土主义的冲突。有评论认为五条人的音乐并非真正意义上的民谣，而是民谣、摇滚和民间野戏的结合体。

## 轶事
- 五条人的专辑《县城记》封面写着，“立足世界，放眼海丰”[2]。

- 在五条人的第二张专辑《一些风景》的封面图中，虽然整体被渲染为鲜红色，但仍可隐约辨认出一张戏台。这张戏台正是在乌坎事件中逾万名村民聚集声讨政府，追讨土地的乌坎天后戏台[10]。

- 除了封面图中暗藏乌坎风景外，《一些风景》专辑中的最后一曲《海风》中的歌词直接提及“乌坎”字眼，但該段在2015年的新版本中被删除[11][12][13]。

- 自2008年起，五条人每年春节都在海丰故乡举办“五条人回到海丰音乐会”，听众起初仅有百人左右，至2015年已有六七百人参加[1]。但2016年的春节，当地文化局没有批准“回到海丰”演唱会[2]。

- 五条人在《彭啊湃》一曲中讲述了有关“农民运动大王”（毛泽东语）彭湃的故事，又在《陈先生》一曲中咏唱革命家陈炯明的生卒葬之年份，歌中只有三句歌词：“1878年伊生于海丰；1933年佢死于香港；1934年其葬于惠州”，分别以三地民众最常用的语言，即海丰话、广东话与客家话演唱[14]。此二人皆为海丰人。而在历史上，正是陈炯明镇压了彭湃领导的海陆丰共产农民运动。对于这些种种历史，仁科表示历史是很难讲清楚的，“你要想了解5000年的历史，就得花5000年的时间去了解。”[15]

- 五条人成员的好友“区区500元先生”曾捏造了一段媒体评价放在网上：“有媒体评价，五条人的民谣，就如一部音乐化的侯孝贤电影[16]。”后来这句话被许多媒体反复转载引用，无人究其出处[2]。

## 奖项
- 2009年，获《南都娱乐周刊》首届金榕树奖之最佳新人奖[17]

- 2009年，专辑《县城记》获《南方周末》文化原创榜年度音乐奖[18]

- 2009年，获第十届华语音乐传媒大奖之最佳新组合奖、最佳民谣艺人奖[19]

- 2010年，获华语金曲奖之最佳新乐队/组合奖，专辑《县城记》获最佳封套设计奖，单曲《十年水流东十年水流西》获年度最佳其它方言歌曲奖[20]

- 2012年，专辑《一些风景》获《南都娱乐周刊》第四届金榕树奖之最佳民谣唱片奖、最佳方言唱片奖[21]

- 2013年，专辑《一些风景》获第十三届华语音乐传媒大奖之最佳民谣艺人奖、最佳乐队奖[22]

- 2015年，专辑《广东姑娘》获第五届阿比鹿音乐奖之年度唱片奖[23]

- 2015年，专辑《广东姑娘》获第六届台湾金音奖之海外創作音樂獎[24]

- 2016年，专辑《梦幻丽莎发廊》获第六届阿比鹿音乐奖之年度民谣唱片奖[25]